# Eleições autárquicas portuguesas de 2017 na Madeira

## Resultados por Concelho
Os resultados nos Concelhos da Região Autónoma da Madeira foram os seguintes:

### Calheta

#### Câmara Municipal
| Partido                 | Partido                        | Votos  | %               | +/-  | Vereadores | +/-     |
| ----------------------- | ------------------------------ | ------ | --------------- | ---- | ---------- | ------- |
|                         | Partido Social Democrata       | 4 392  | 65,45 / 100,00  | 6,91 | 5 / 7      | Estável |
|                         | CDS – Partido Popular          | 1 076  | 16,04 / 100,00  | 9,95 | 1 / 7      | 1       |
|                         | Partido Socialista             | 883    | 13,16 / 100,00  | 5,11 | 1 / 7      | 1       |
|                         | Coligação Democrática Unitária | 86     | 1,28 / 100,00   | 2,08 | 0 / 7      | Estável |
|                         | Partido Trabalhista Português  | 86     | 1,28 / 100,00   | -    | 0 / 7      | -       |
| Votos Inválidos         | Votos Inválidos                | 187    | 2,79 / 100,00   | 1,28 |            |         |
| Total                   | Total                          | 6 710  | 100,00 / 100,00 |      | 7 / 7      |         |
| Eleitorado/Participação | Eleitorado/Participação        | 12 087 | 55,51 / 100,00  | 2,56 |            |         |

| Freguesia           | %     | %     | %     | %    | %    | Votantes |
| Freguesia           | PSD   | CDS   | PS    | CDU  | PTP  | Votantes |
| ------------------- | ----- | ----- | ----- | ---- | ---- | -------- |
| Arco da Calheta     | 69,21 | 15,18 | 10,28 | 1,29 | 1,45 | 1 858    |
| Calheta             | 63,43 | 9,01  | 21,41 | 1,02 | 2,16 | 1 854    |
| Estreito da Calheta | 72,94 | 8,57  | 12,25 | 1,45 | 1,00 | 898      |
| Fajã da Ovelha      | 55,05 | 30,83 | 8,26  | 1,83 | 0,92 | 545      |
| Jardim do Mar       | 59,31 | 2,76  | 36,55 | 0,69 | 0    | 145      |
| Paul do Mar         | 58,21 | 31,79 | 5,64  | 2,82 | 0,26 | 390      |
| Ponta do Pargo      | 47,28 | 39,72 | 8,79  | 1,23 | 0,53 | 569      |
| Prazeres            | 87,14 | 6,21  | 3,33  | 0,22 | 0,22 | 451      |
| Calheta             | 65,45 | 16,04 | 13,16 | 1,28 | 1,28 | 6 710    |

#### Assembleia Municipal
| Partido                 | Partido                        | Votos  | %               | +/-  | Deputados | +/-     |
| ----------------------- | ------------------------------ | ------ | --------------- | ---- | --------- | ------- |
|                         | Partido Social Democrata       | 4 031  | 60,07 / 100,00  | 5,91 | 14 / 21   | 1       |
|                         | CDS – Partido Popular          | 1 288  | 19,20 / 100,00  | 9,48 | 4 / 21    | 2       |
|                         | Partido Socialista             | 955    | 14,23 / 100,00  | 5,40 | 3 / 21    | 1       |
|                         | Coligação Democrática Unitária | 110    | 1,64 / 100,00   | 1,91 | 0 / 21    | Estável |
|                         | Partido Trabalhista Português  | 92     | 1,37 / 100,00   | -    | 0 / 21    | -       |
| Votos Inválidos         | Votos Inválidos                | 234    | 3,48 / 100,00   | 1,29 |           |         |
| Total                   | Total                          | 6 710  | 100,00 / 100,00 |      | 21 / 21   |         |
| Eleitorado/Participação | Eleitorado/Participação        | 12 087 | 55,51 / 100,00  | 2,56 |           |         |

| Freguesia           | %     | %     | %     | %    | %    | Votantes |
| Freguesia           | PSD   | CDS   | PS    | CDU  | PTP  | Votantes |
| ------------------- | ----- | ----- | ----- | ---- | ---- | -------- |
| Arco da Calheta     | 64,69 | 17,76 | 11,52 | 1,61 | 1,45 | 1 858    |
| Calheta             | 55,56 | 12,46 | 24,65 | 1,67 | 2,00 | 1 854    |
| Estreito da Calheta | 74,16 | 9,02  | 9,16  | 1,45 | 1,00 | 898      |
| Fajã da Ovelha      | 48,81 | 37,98 | 6,79  | 1,47 | 0,73 | 545      |
| Jardim do Mar       | 54,48 | 4,14  | 35,86 | 1,38 | 0,69 | 145      |
| Paul do Mar         | 50,26 | 35,13 | 6,67  | 4,36 | 1,28 | 390      |
| Ponta do Pargo      | 42,71 | 43,41 | 8,26  | 0,88 | 1,23 | 569      |
| Prazeres            | 77,38 | 10,86 | 7,32  | 0,89 | 0,44 | 451      |
| Calheta             | 60,07 | 19,20 | 14,23 | 1,64 | 1,37 | 6 710    |

#### Juntas de Freguesia
| Partido                 | Partido                        | Votos  | %               | +/-  | Presidentes | +/-     | Mandatos | +/-     |
| ----------------------- | ------------------------------ | ------ | --------------- | ---- | ----------- | ------- | -------- | ------- |
|                         | Partido Social Democrata       | 4 107  | 61,21 / 100,00  | 4,69 | 5 / 8       | 1       | 43 / 66  | 1       |
|                         | CDS – Partido Popular          | 1 542  | 22,98 / 100,00  | 7,55 | 3 / 8       | 1       | 18 / 66  | 3       |
|                         | Partido Socialista             | 646    | 9,63 / 100,00   | 4,69 | 0 / 8       | Estável | 5 / 66   | 2       |
|                         | Coligação Democrática Unitária | 97     | 1,45 / 100,00   | 2,22 | 0 / 8       | Estável | 0 / 66   | Estável |
|                         | Partido Trabalhista Português  | 88     | 1,31 / 100,00   | -    | 0 / 8       | -       | 0 / 66   | -       |
| Votos Inválidos         | Votos Inválidos                | 230    | 3,43 / 100,00   | 0,90 |             |         |          |         |
| Total                   | Total                          | 6 710  | 100,00 / 100,00 |      | 8 / 8       |         | 66 / 66  |         |
| Eleitorado/Participação | Eleitorado/Participação        | 12 087 | 55,51 / 100,00  | 2,56 |             |         |          |         |

| Freguesia           | Partido Vencedor | Partido Vencedor         | %              | Mandatos |
| ------------------- | ---------------- | ------------------------ | -------------- | -------- |
| Arco da Calheta     |                  | Partido Social Democrata | 67,38 / 100,00 | 7 / 9    |
| Calheta             |                  | Partido Social Democrata | 58,04 / 100,00 | 6 / 9    |
| Estreito da Calheta |                  | Partido Social Democrata | 85,30 / 100,00 | 9 / 9    |
| Fajã da Ovelha      |                  | CDS – Partido Popular    | 61,83 / 100,00 | 6 / 9    |
| Jardim do Mar       |                  | Partido Social Democrata | 62,76 / 100,00 | 5 / 7    |
| Paul do Mar         |                  | CDS – Partido Popular    | 49,74 / 100,00 | 4 / 7    |
| Ponta do Pargo      |                  | CDS – Partido Popular    | 59,05 / 100,00 | 6 / 9    |
| Prazeres            |                  | Partido Social Democrata | 84,48 / 100,00 | 7 / 7    |

### Câmara de Lobos

#### Câmara Municipal
| Partido                 | Partido                         | Votos  | %               | +/-   | Vereadores | +/-     |
| ----------------------- | ------------------------------- | ------ | --------------- | ----- | ---------- | ------- |
|                         | Partido Social Democrata        | 9 959  | 62,52 / 100,00  | 22,65 | 5 / 7      | 1       |
|                         | Partido Socialista              | 1 832  | 11,50 / 100,00  | -     | 1 / 7      | -       |
|                         | CDS – Partido Popular           | 1 706  | 10,71 / 100,00  | 5,71  | 1 / 7      | Estável |
|                         | Coligação Democrática Unitária  | 519    | 3,26 / 100,00   | 2,40  | 0 / 7      | Estável |
|                         | Bloco de Esquerda               | 376    | 2,36 / 100,00   | -     | 0 / 7      | -       |
|                         | Partido da Terra                | 375    | 2,35 / 100,00   | 11,82 | 0 / 7      | 1       |
|                         | Partido Trabalhista Português   | 275    | 1,73 / 100,00   | -     | 0 / 7      | -       |
|                         | Partido Democrático Republicano | 263    | 1,65 / 100,00   | Novo  | 0 / 7      | Novo    |
| Votos Inválidos         | Votos Inválidos                 | 625    | 3,92 / 100,00   | 2,16  |            |         |
| Total                   | Total                           | 15 776 | 100,00 / 100,00 |       | 7 / 7      |         |
| Eleitorado/Participação | Eleitorado/Participação         | 32 040 | 49,21 / 100,00  | 1,41  |            |         |

| Freguesia                   | %     | %     | %     | %    | %    | %    | %    | %    | Votantes |
| Freguesia                   | PSD   | PS    | CDS   | CDU  | MPT  | BE   | PTP  | PDR  | Votantes |
| --------------------------- | ----- | ----- | ----- | ---- | ---- | ---- | ---- | ---- | -------- |
| Câmara de Lobos             | 62,20 | 12,71 | 9,96  | 3,55 | 2,15 | 2,36 | 1,80 | 1,97 | 7 122    |
| Curral das Freiras          | 77,99 | 4,77  | 4,67  | 4,38 | 0,88 | 0,88 | 1,56 | 0,19 | 1 027    |
| Estreito de Câmara de Lobos | 63,11 | 9,92  | 12,16 | 2,43 | 2,37 | 2,57 | 1,26 | 1,65 | 4 860    |
| Jardim da Serra             | 58,25 | 14,95 | 9,76  | 3,64 | 2,16 | 2,41 | 2,96 | 1,79 | 1 619    |
| Quinta Grande               | 60,63 | 9,14  | 13,27 | 2,55 | 5,36 | 2,46 | 1,49 | 1,05 | 1 138    |
| Câmara de Lobos             | 62,99 | 11,30 | 10,51 | 3,20 | 2,37 | 2,34 | 1,71 | 1,67 | 15 766   |

#### Assembleia Municipal
| Partido                 | Partido                         | Votos  | %               | +/-   | Deputados | +/-  |
| ----------------------- | ------------------------------- | ------ | --------------- | ----- | --------- | ---- |
|                         | Partido Social Democrata        | 9 528  | 60,41 / 100,00  | 21,31 | 15 / 21   | 6    |
|                         | Partido Socialista              | 1 910  | 12,11 / 100,00  | -     | 3 / 21    | -    |
|                         | CDS – Partido Popular           | 1 789  | 11,34 / 100,00  | 5,42  | 3 / 21    | 1    |
|                         | Coligação Democrática Unitária  | 529    | 3,35 / 100,00   | 2,57  | 0 / 21    | 1    |
|                         | Partido da Terra                | 412    | 2,61 / 100,00   | 11,52 | 0 / 21    | 3    |
|                         | Bloco de Esquerda               | 383    | 2,43 / 100,00   | -     | 0 / 21    | -    |
|                         | Partido Democrático Republicano | 294    | 1,86 / 100,00   | Novo  | 0 / 21    | Novo |
|                         | Partido Trabalhista Português   | 273    | 1,73 / 100,00   | -     | 0 / 21    | -    |
| Votos Inválidos         | Votos Inválidos                 | 655    | 4,15 / 100,00   | 2,32  |           |      |
| Total                   | Total                           | 15 773 | 100,00 / 100,00 |       | 21 / 21   |      |
| Eleitorado/Participação | Eleitorado/Participação         | 32 040 | 49,23 / 100,00  | 1,43  |           |      |

| Freguesia                   | %     | %     | %     | %    | %    | %    | %    | %    | Votantes |
| Freguesia                   | PSD   | PS    | CDS   | CDU  | MPT  | BE   | PDR  | PTP  | Votantes |
| --------------------------- | ----- | ----- | ----- | ---- | ---- | ---- | ---- | ---- | -------- |
| Câmara de Lobos             | 59,49 | 14,13 | 10,41 | 3,58 | 2,44 | 2,50 | 1,95 | 1,99 | 7 129    |
| Curral das Freiras          | 77,31 | 4,77  | 5,26  | 4,48 | 1,17 | 0,88 | 0,39 | 1,36 | 1 027    |
| Estreito de Câmara de Lobos | 60,16 | 10,00 | 13,64 | 2,59 | 2,61 | 2,78 | 1,93 | 1,42 | 4 860    |
| Jardim da Serra             | 55,34 | 16,12 | 10,32 | 3,89 | 2,78 | 2,41 | 2,22 | 1,91 | 1 619    |
| Quinta Grande               | 59,14 | 9,40  | 14,32 | 3,43 | 4,39 | 2,28 | 1,85 | 1,49 | 1 138    |
| Câmara de Lobos             | 60,41 | 12,11 | 11,34 | 3,35 | 2,61 | 2,43 | 1,86 | 1,73 | 15 773   |

#### Juntas de Freguesia
| Partido                 | Partido                         | Votos  | %               | +/-   | Presidentes | +/-     | Mandatos | +/-  |
| ----------------------- | ------------------------------- | ------ | --------------- | ----- | ----------- | ------- | -------- | ---- |
|                         | Partido Social Democrata        | 9 772  | 61,95 / 100,00  | 21,82 | 6 / 6       | Estável | 43 / 53  | 15   |
|                         | CDS – Partido Popular           | 1 856  | 11,77 / 100,00  | 5,48  | 0 / 6       | Estável | 5 / 53   | 3    |
|                         | Partido Socialista              | 1 759  | 11,15 / 100,00  | -     | 0 / 6       | -       | 5 / 53   | -    |
|                         | Coligação Democrática Unitária  | 495    | 3,14 / 100,00   | 1,58  | 0 / 6       | Estável | 0 / 53   | 2    |
|                         | Partido da Terra                | 383    | 2,43 / 100,00   | 13,00 | 0 / 6       | Estável | 0 / 53   | 8    |
|                         | Bloco de Esquerda               | 359    | 2,28 / 100,00   | -     | 0 / 6       | -       | 0 / 53   | -    |
|                         | Partido Trabalhista Português   | 262    | 1,66 / 100,00   | -     | 0 / 6       | -       | 0 / 53   | -    |
|                         | Partido Democrático Republicano | 259    | 1,64 / 100,00   | Novo  | 0 / 6       | Novo    | 0 / 53   | Novo |
| Votos Inválidos         | Votos Inválidos                 | 628    | 3,98 / 100,00   | 1,99  |             |         |          |      |
| Total                   | Total                           | 15 773 | 100,00 / 100,00 |       | 6 / 6       |         | 53 / 53  |      |
| Eleitorado/Participação | Eleitorado/Participação         | 32 040 | 49,23 / 100,00  | 1,43  |             |         |          |      |

| Freguesia                   | Partido Vencedor | Partido Vencedor         | %              | Mandatos |
| --------------------------- | ---------------- | ------------------------ | -------------- | -------- |
| Câmara de Lobos             |                  | Partido Social Democrata | 62,58 / 100,00 | 10 / 13  |
| Curral das Freiras          |                  | Partido Social Democrata | 78,68 / 100,00 | 9 / 9    |
| Estreito de Câmara de Lobos |                  | Partido Social Democrata | 58,68 / 100,00 | 10 / 13  |
| Jardim da Serra             |                  | Partido Social Democrata | 59,36 / 100,00 | 7 / 9    |
| Quinta Grande               |                  | Partido Social Democrata | 60,63 / 100,00 | 7 / 9    |

### Funchal

#### Câmara Municipal
| Partido                 | Partido                                         | Votos   | %               | +/-  | Vereadores | +/-     |
| ----------------------- | ----------------------------------------------- | ------- | --------------- | ---- | ---------- | ------- |
|                         | PS-BE-JPP-PDR-NC                                | 23 577  | 42,05 / 100,00  | 2,83 | 6 / 11     | 1       |
|                         | Partido Social Democrata                        | 17 971  | 32,05 / 100,00  | 0,38 | 4 / 11     | Estável |
|                         | CDS – Partido Popular                           | 4 819   | 8,59 / 100,00   | 5,96 | 1 / 11     | Estável |
|                         | MPT-PPV/CDC                                     | 2 258   | 4,03 / 100,00   | Novo | 0 / 11     | Novo    |
|                         | Coligação Democrática Unitária                  | 2 029   | 3,62 / 100,00   | 4,75 | 0 / 11     | 1       |
|                         | PPM-PURP                                        | 1 330   | 2,37 / 100,00   | Novo | 0 / 11     | Novo    |
|                         | Partido Trabalhista Português                   | 1 252   | 2,23 / 100,00   | -    | 0 / 11     | -       |
|                         | Partido Comunista dos Trabalhadores Portugueses | 501     | 0,89 / 100,00   | -    | 0 / 11     | -       |
| Votos Inválidos         | Votos Inválidos                                 | 2 333   | 4,16 / 100,00   | 1,28 |            |         |
| Total                   | Total                                           | 56 070  | 100,00 / 100,00 |      | 11 / 11    |         |
| Eleitorado/Participação | Eleitorado/Participação                         | 106 302 | 52,75 / 100,00  | 2,29 |            |         |

| Freguesia                  | %     | %     | %     | %        | %    | %         | %    | %    | Votantes |
| Freguesia                  | CON   | PSD   | CDS   | MPT- PPV | CDU  | PPM- PURP | PTP  | PCTP | Votantes |
| -------------------------- | ----- | ----- | ----- | -------- | ---- | --------- | ---- | ---- | -------- |
| Imaculado Coração de Maria | 45,11 | 29,78 | 7,87  | 3,68     | 4,03 | 2,24      | 2,14 | 0,90 | 3 126    |
| Monte                      | 39,79 | 35,63 | 6,14  | 5,36     | 4,10 | 1,80      | 2,21 | 1,07 | 3 174    |
| Santa Luzia                | 41,04 | 34,22 | 9,82  | 2,97     | 3,11 | 2,64      | 1,60 | 0,57 | 2 995    |
| Santa Maria Maior          | 44,09 | 30,24 | 9,98  | 3,09     | 3,41 | 2,41      | 2,28 | 0,94 | 6 806    |
| Santo António              | 40,60 | 31,39 | 8,99  | 4,43     | 4,29 | 2,26      | 2,47 | 0,91 | 13 553   |
| São Gonçalo                | 44,21 | 33,61 | 6,19  | 4,53     | 2,33 | 1,82      | 2,04 | 1,02 | 3 133    |
| São Martinho               | 43,12 | 31,22 | 8,68  | 3,82     | 3,25 | 2,76      | 2,14 | 0,81 | 13 314   |
| São Pedro                  | 43,31 | 30,00 | 9,50  | 4,24     | 3,94 | 2,63      | 2,01 | 0,75 | 3 727    |
| São Roque                  | 39,64 | 35,66 | 6,83  | 4,73     | 3,65 | 1,53      | 2,63 | 1,10 | 4 904    |
| Sé                         | 36,40 | 37,00 | 11,14 | 4,26     | 2,62 | 2,39      | 1,79 | 0,97 | 1 338    |
| Funchal                    | 42,05 | 32,05 | 8,59  | 4,03     | 3,62 | 2,37      | 2,23 | 0,89 | 56 070   |

#### Assembleia Municipal
| Partido                 | Partido                                         | Votos   | %               | +/-  | Deputados | +/-  |
| ----------------------- | ----------------------------------------------- | ------- | --------------- | ---- | --------- | ---- |
|                         | PS-BE-JPP-PDR-NC                                | 21 693  | 38,69 / 100,00  | 0,04 | 15 / 33   | 1    |
|                         | Partido Social Democrata                        | 17 903  | 31,93 / 100,00  | 1,49 | 12 / 33   | 1    |
|                         | CDS – Partido Popular                           | 5 458   | 9,73 / 100,00   | 5,96 | 3 / 33    | 2    |
|                         | Coligação Democrática Unitária                  | 2 616   | 4,67 / 100,00   | 4,73 | 1 / 33    | 2    |
|                         | MPT-PPV/CDC                                     | 2 387   | 4,26 / 100,00   | Novo | 1 / 33    | Novo |
|                         | Partido Trabalhista Português                   | 1 478   | 2,64 / 100,00   | -    | 1 / 33    | -    |
|                         | PPM-PURP                                        | 1 417   | 2,53 / 100,00   | Novo | 0 / 33    | Novo |
|                         | Partido Comunista dos Trabalhadores Portugueses | 652     | 1,16 / 100,00   | -    | 0 / 33    | -    |
| Votos Inválidos         | Votos Inválidos                                 | 2 471   | 4,41 / 100,00   | 1,36 |           |      |
| Total                   | Total                                           | 56 075  | 100,00 / 100,00 |      | 33 / 33   |      |
| Eleitorado/Participação | Eleitorado/Participação                         | 106 302 | 52,75 / 100,00  | 2,27 |           |      |

| Freguesia                  | %     | %     | %     | %    | %        | %    | %         | %    | Votantes |
| Freguesia                  | CON   | PSD   | CDS   | CDU  | MPT -PPV | PTP  | PPM- PURP | PCTP | Votantes |
| -------------------------- | ----- | ----- | ----- | ---- | -------- | ---- | --------- | ---- | -------- |
| Imaculado Coração de Maria | 43,67 | 28,76 | 8,96  | 4,64 | 3,84     | 2,59 | 2,21      | 1,15 | 3 126    |
| Monte                      | 36,07 | 35,63 | 7,40  | 5,14 | 5,07     | 2,58 | 2,21      | 1,48 | 3 174    |
| Santa Luzia                | 37,16 | 34,69 | 11,39 | 4,04 | 2,87     | 2,14 | 3,01      | 0,77 | 2 995    |
| Santa Maria Maior          | 41,83 | 29,77 | 11,67 | 3,82 | 3,14     | 2,50 | 2,31      | 1,10 | 6 806    |
| Santo António              | 36,70 | 31,98 | 10,22 | 5,37 | 4,25     | 2,99 | 2,37      | 1,25 | 13 563   |
| São Gonçalo                | 42,48 | 33,64 | 7,05  | 2,49 | 4,95     | 2,27 | 1,88      | 0,93 | 3 133    |
| São Martinho               | 39,79 | 29,62 | 9,18  | 5,02 | 4,90     | 2,52 | 3,17      | 1,24 | 13 309   |
| São Pedro                  | 40,62 | 29,41 | 10,68 | 5,07 | 4,24     | 2,25 | 2,71      | 0,97 | 3 727    |
| São Roque                  | 33,75 | 37,91 | 8,46  | 4,71 | 4,81     | 3,18 | 1,59      | 1,22 | 4 904    |
| Sé                         | 33,63 | 38,79 | 12,41 | 2,39 | 2,17     | 2,17 | 3,74      | 0,90 | 1 338    |
| Funchal                    | 38,69 | 31,93 | 9,73  | 4,67 | 4,26     | 2,64 | 2,53      | 1,16 | 56 075   |

#### Juntas de Freguesia
| Partido                 | Partido                        | Votos   | %               | +/-  | Presidentes | +/-     | Mandatos  | +/-  |
| ----------------------- | ------------------------------ | ------- | --------------- | ---- | ----------- | ------- | --------- | ---- |
|                         | Partido Social Democrata       | 21 093  | 37,49 / 100,00  | 3,17 | 5 / 10      | Estável | 64 / 138  | 11   |
|                         | PS-BE-JPP-PDR-NC               | 20 428  | 36,31 / 100,00  | 1,06 | 5 / 10      | Estável | 58 / 138  | 5    |
|                         | CDS – Partido Popular          | 5 204   | 9,25 / 100,00   | 4,89 | 0 / 10      | Estável | 12 / 138  | 7    |
|                         | Coligação Democrática Unitária | 2 674   | 4,75 / 100,00   | 4,49 | 0 / 10      | Estável | 3 / 138   | 7    |
|                         | MPT-PPV/CDC                    | 2 132   | 3,79 / 100,00   | Novo | 0 / 10      | Novo    | 0 / 138   | Novo |
|                         | Partido Trabalhista Português  | 1 372   | 2,44 / 100,00   | -    | 0 / 10      | -       | 0 / 138   | -    |
|                         | PPM-PURP                       | 668     | 1,19 / 100,00   | Novo | 0 / 10      | Novo    | 0 / 138   | Novo |
|                         | Grupo de Cidadãos              | 297     | 0,53 / 100,00   | 0,70 | 0 / 10      | Estável | 1 / 138   | 2    |
| Votos Inválidos         | Votos Inválidos                | 2 394   | 4,26 / 100,00   | 1,57 |             |         |           |      |
| Total                   | Total                          | 56 262  | 100,00 / 100,00 |      | 10 / 10     |         | 138 / 138 |      |
| Eleitorado/Participação | Eleitorado/Participação        | 106 302 | 52,93 / 100,00  | 2,47 |             |         |           |      |

| Freguesia                  | Partido Vencedor | Partido Vencedor         | %              | Mandatos |
| -------------------------- | ---------------- | ------------------------ | -------------- | -------- |
| Imaculado Coração de Maria |                  | PS-BE-JPP-PDR-NC         | 44,82 / 100,00 | 7 / 13   |
| Monte                      |                  | Partido Social Democrata | 46,72 / 100,00 | 8 / 13   |
| Santa Luzia                |                  | Partido Social Democrata | 50,82 / 100,00 | 8 / 13   |
| Santa Maria Maior          |                  | PS-BE-JPP-PDR-NC         | 42,92 / 100,00 | 7 / 13   |
| Santo António              |                  | Partido Social Democrata | 38,94 / 100,00 | 9 / 19   |
| São Gonçalo                |                  | PS-BE-JPP-PDR-NC         | 39,70 / 100,00 | 6 / 13   |
| São Martinho               |                  | PS-BE-JPP-PDR-NC         | 42,47 / 100,00 | 10 / 19  |
| São Pedro                  |                  | PS-BE-JPP-PDR-NC         | 38,64 / 100,00 | 6 / 13   |
| São Roque                  |                  | Partido Social Democrata | 54,67 / 100,00 | 8 / 13   |
| Sé                         |                  | Partido Social Democrata | 43,80 / 100,00 | 5 / 9    |

### Machico

#### Câmara Municipal
| Partido                 | Partido                                         | Votos  | %               | +/-   | Vereadores | +/-     |
| ----------------------- | ----------------------------------------------- | ------ | --------------- | ----- | ---------- | ------- |
|                         | Partido Socialista                              | 6 901  | 58,61 / 100,00  | 10,71 | 5 / 7      | 1       |
|                         | Partido Social Democrata                        | 3 266  | 27,74 / 100,00  | 5,66  | 2 / 7      | 1       |
|                         | Juntos pelo Povo                                | 507    | 4,31 / 100,00   | Novo  | 0 / 7      | Novo    |
|                         | CDS – Partido Popular                           | 235    | 2,00 / 100,00   | 5,05  | 0 / 7      | Estável |
|                         | Partido da Terra                                | 135    | 1,15 / 100,00   | -     | 0 / 7      | -       |
|                         | Bloco de Esquerda                               | 116    | 0,99 / 100,00   | 0,21  | 0 / 7      | Estável |
|                         | Partido Nacional Renovador                      | 107    | 0,91 / 100,00   | -     | 0 / 7      | -       |
|                         | Partido Trabalhista Português                   | 74     | 0,63 / 100,00   | 1,73  | 0 / 7      | Estável |
|                         | Coligação Democrática Unitária                  | 58     | 0,49 / 100,00   | 0,94  | 0 / 7      | Estável |
|                         | Partido Comunista dos Trabalhadores Portugueses | 42     | 0,36 / 100,00   | -     | 0 / 7      | -       |
| Votos Inválidos         | Votos Inválidos                                 | 333    | 2,82 / 100,00   | 1,75  |            |         |
| Total                   | Total                                           | 11 774 | 100,00 / 100,00 |       | 7 / 7      |         |
| Eleitorado/Participação | Eleitorado/Participação                         | 20 906 | 56,32 / 100,00  | 0,43  |            |         |

| Freguesia              | %     | %     | %    | %    | %    | %    | %    | %    | %    | %    | Votantes |
| Freguesia              | PS    | PSD   | JPP  | CDS  | MPT  | BE   | PNR  | PTP  | CDU  | PCTP | Votantes |
| ---------------------- | ----- | ----- | ---- | ---- | ---- | ---- | ---- | ---- | ---- | ---- | -------- |
| Água de Pena           | 57,26 | 26,76 | 5,65 | 2,35 | 1,17 | 0,51 | 0,51 | 0,66 | 0,66 | 0,29 | 1 364    |
| Caniçal                | 52,61 | 35,88 | 3,90 | 2,00 | 0,67 | 0,52 | 0,48 | 0,95 | 0,14 | 0,29 | 2 104    |
| Machico                | 63,71 | 24,29 | 3,83 | 2,01 | 0,64 | 0,73 | 1,09 | 0,43 | 0,46 | 0,41 | 6 056    |
| Porto da Cruz          | 57,16 | 22,76 | 3,35 | 1,74 | 4,15 | 3,08 | 1,07 | 1,27 | 1,74 | 0,33 | 1 494    |
| Santo António da Serra | 39,81 | 44,31 | 8,73 | 1,72 | 0,53 | 1,06 | 0,66 | 0,40 | 0,53 | 0,26 | 756      |
| Machico                | 58,61 | 27,74 | 4,31 | 2,00 | 1,15 | 0,99 | 0,91 | 0,63 | 0,49 | 0,36 | 11 774   |

#### Assembleia Municipal
| Partido                 | Partido                                         | Votos  | %               | +/-  | Deputados | +/-     |
| ----------------------- | ----------------------------------------------- | ------ | --------------- | ---- | --------- | ------- |
|                         | Partido Socialista                              | 6 449  | 54,78 / 100,00  | 6,89 | 13 / 21   | 1       |
|                         | Partido Social Democrata                        | 3 306  | 28,08 / 100,00  | 2,62 | 7 / 21    | 1       |
|                         | Juntos pelo Povo                                | 708    | 6,01 / 100,00   | Novo | 1 / 21    | Novo    |
|                         | CDS – Partido Popular                           | 301    | 2,56 / 100,00   | 5,07 | 0 / 21    | 1       |
|                         | Partido da Terra                                | 169    | 1,44 / 100,00   | -    | 0 / 21    | -       |
|                         | Bloco de Esquerda                               | 143    | 1,21 / 100,00   | 0,44 | 0 / 21    | Estável |
|                         | Partido Nacional Renovador                      | 119    | 1,01 / 100,00   | -    | 0 / 21    | -       |
|                         | Partido Trabalhista Português                   | 79     | 0,67 / 100,00   | 2,06 | 0 / 21    | Estável |
|                         | Coligação Democrática Unitária                  | 72     | 0,61 / 100,00   | 1,30 | 0 / 21    | Estável |
|                         | Partido Comunista dos Trabalhadores Portugueses | 50     | 0,42 / 100,00   | -    | 0 / 21    | -       |
| Votos Inválidos         | Votos Inválidos                                 | 377    | 3,21 / 100,00   | 1,72 |           |         |
| Total                   | Total                                           | 11 773 | 100,00 / 100,00 |      | 21 / 21   |         |
| Eleitorado/Participação | Eleitorado/Participação                         | 20 906 | 56,31 / 100,00  | 0,43 |           |         |

| Freguesia              | %     | %     | %     | %    | %    | %    | %    | %    | %    | %    | Votantes |
| Freguesia              | PS    | PSD   | JPP   | CDS  | MPT  | BE   | PNR  | PTP  | CDU  | PCTP | Votantes |
| ---------------------- | ----- | ----- | ----- | ---- | ---- | ---- | ---- | ---- | ---- | ---- | -------- |
| Água de Pena           | 54,91 | 26,25 | 7,33  | 2,71 | 1,54 | 1,03 | 0,44 | 0,88 | 0,59 | 0,22 | 1 364    |
| Caniçal                | 48,93 | 37,99 | 4,28  | 2,33 | 0,57 | 0,67 | 0,52 | 1,14 | 0,52 | 0,29 | 2 103    |
| Machico                | 60,16 | 23,94 | 5,58  | 2,86 | 0,89 | 1,01 | 1,25 | 0,46 | 0,41 | 0,50 | 6 056    |
| Porto da Cruz          | 53,15 | 23,03 | 5,49  | 1,87 | 5,15 | 3,21 | 1,27 | 0,94 | 1,20 | 0,54 | 1 494    |
| Santo António da Serra | 30,95 | 46,96 | 12,96 | 1,85 | 0,66 | 0,79 | 0,93 | 0,13 | 1,32 | 0,40 | 756      |
| Machico                | 54,78 | 28,08 | 6,01  | 2,56 | 1,44 | 1,21 | 1,01 | 0,67 | 0,61 | 0,42 | 11 773   |

#### Juntas de Freguesia
| Partido                 | Partido                                         | Votos  | %               | +/-  | Presidentes | +/-     | Mandatos | +/-     |
| ----------------------- | ----------------------------------------------- | ------ | --------------- | ---- | ----------- | ------- | -------- | ------- |
|                         | Partido Socialista                              | 6 556  | 55,69 / 100,00  | 8,43 | 4 / 5       | 1       | 30 / 49  | 2       |
|                         | Partido Social Democrata                        | 3 413  | 28,99 / 100,00  | 4,18 | 1 / 5       | 1       | 18 / 49  | 1       |
|                         | Juntos pelo Povo                                | 603    | 5,12 / 100,00   | Novo | 0 / 5       | Novo    | 1 / 49   | Novo    |
|                         | CDS – Partido Popular                           | 346    | 2,94 / 100,00   | 5,07 | 0 / 5       | Estável | 0 / 49   | 2       |
|                         | Partido da Terra                                | 139    | 1,18 / 100,00   | -    | 0 / 5       | -       | 0 / 49   | -       |
|                         | Bloco de Esquerda                               | 117    | 0,99 / 100,00   | 0,16 | 0 / 5       | Estável | 0 / 49   | Estável |
|                         | Partido Nacional Renovador                      | 84     | 0,71 / 100,00   | -    | 0 / 5       | -       | 0 / 49   | -       |
|                         | Partido Trabalhista Português                   | 84     | 0,71 / 100,00   | 1,60 | 0 / 5       | Estável | 0 / 49   | Estável |
|                         | Coligação Democrática Unitária                  | 71     | 0,60 / 100,00   | 0,67 | 0 / 5       | Estável | 0 / 49   | Estável |
|                         | Partido Comunista dos Trabalhadores Portugueses | 29     | 0,25 / 100,00   | -    | 0 / 5       | -       | 0 / 49   | -       |
| Votos Inválidos         | Votos Inválidos                                 | 330    | 2,80 / 100,00   | 1,20 |             |         |          |         |
| Total                   | Total                                           | 11 772 | 100,00 / 100,00 |      | 5 / 5       |         | 49 / 49  |         |
| Eleitorado/Participação | Eleitorado/Participação                         | 20 906 | 56,31 / 100,00  | 0,44 |             |         |          |         |

| Freguesia              | Partido Vencedor | Partido Vencedor         | %              | Mandatos |
| ---------------------- | ---------------- | ------------------------ | -------------- | -------- |
| Água de Pena           |                  | Partido Socialista       | 53,08 / 100,00 | 6 / 9    |
| Caniçal                |                  | Partido Socialista       | 47,19 / 100,00 | 5 / 9    |
| Machico                |                  | Partido Socialista       | 62,93 / 100,00 | 10 / 13  |
| Porto da Cruz          |                  | Partido Socialista       | 57,56 / 100,00 | 7 / 9    |
| Santo António da Serra |                  | Partido Social Democrata | 57,41 / 100,00 | 6 / 9    |

### Ponta do Sol

#### Câmara Municipal
| Partido                 | Partido                        | Votos | %               | +/-   | Vereadores | +/-     |
| ----------------------- | ------------------------------ | ----- | --------------- | ----- | ---------- | ------- |
|                         | Partido Socialista             | 2 004 | 39,64 / 100,00  | 19,06 | 2 / 5      | 1       |
|                         | Partido Social Democrata       | 1 974 | 39,04 / 100,00  | 16,93 | 2 / 5      | 2       |
|                         | CDS – Partido Popular          | 722   | 14,28 / 100,00  | 6,13  | 1 / 5      | 1       |
|                         | Bloco de Esquerda              | 88    | 1,74 / 100,00   | 0,06  | 0 / 5      | Estável |
|                         | Partido da Terra               | 47    | 0,93 / 100,00   | -     | 0 / 5      | -       |
|                         | Coligação Democrática Unitária | 46    | 0,91 / 100,00   | 0,18  | 0 / 5      | Estável |
|                         | Partido Trabalhista Português  | 28    | 0,55 / 100,00   | 1,63  | 0 / 5      | Estável |
| Votos Inválidos         | Votos Inválidos                | 147   | 2,90 / 100,00   | 0,45  |            |         |
| Total                   | Total                          | 5 056 | 100,00 / 100,00 |       | 5 / 5      |         |
| Eleitorado/Participação | Eleitorado/Participação        | 9 661 | 52,33 / 100,00  | 1,72  |            |         |

| Freguesia       | %     | %     | %     | %    | %    | %    | %    | Votantes |
| Freguesia       | PS    | PSD   | CDS   | BE   | MPT  | CDU  | PTP  | Votantes |
| --------------- | ----- | ----- | ----- | ---- | ---- | ---- | ---- | -------- |
| Canhas          | 39,84 | 40,03 | 14,45 | 0,80 | 0,99 | 0,70 | 0,47 | 2 131    |
| Madalena do Mar | 38,05 | 44,84 | 12,98 | 0,59 | 0,59 | 0    | 0    | 339      |
| Ponta do Sol    | 40,95 | 36,74 | 14,15 | 2,71 | 0,81 | 1,01 | 0,81 | 2 586    |
| Ponta do Sol    | 40,29 | 38,67 | 14,20 | 1,76 | 0,87 | 0,81 | 0,61 | 5 056    |

#### Assembleia Municipal
| Partido                 | Partido                        | Votos | %               | +/-   | Deputados | +/-     |
| ----------------------- | ------------------------------ | ----- | --------------- | ----- | --------- | ------- |
|                         | Partido Social Democrata       | 2 020 | 39,95 / 100,00  | 7,73  | 7 / 15    | 1       |
|                         | Partido Socialista             | 1 885 | 37,28 / 100,00  | 14,95 | 6 / 15    | 2       |
|                         | CDS – Partido Popular          | 750   | 14,83 / 100,00  | 4,03  | 2 / 15    | Estável |
|                         | Bloco de Esquerda              | 115   | 2,27 / 100,00   | 0,27  | 0 / 15    | Estável |
|                         | Partido da Terra               | 55    | 1,09 / 100,00   | -     | 0 / 15    | -       |
|                         | Coligação Democrática Unitária | 43    | 0,85 / 100,00   | 0,48  | 0 / 15    | Estável |
|                         | Partido Trabalhista Português  | 27    | 0,53 / 100,00   | 1,91  | 0 / 15    | Estável |
| Votos Inválidos         | Votos Inválidos                | 161   | 3,18 / 100,00   | 0,44  |           |         |
| Total                   | Total                          | 5 056 | 100,00 / 100,00 |       | 15 / 15   |         |
| Eleitorado/Participação | Eleitorado/Participação        | 9 661 | 52,33 / 100,00  | 1,74  |           |         |

| Freguesia       | %     | %     | %     | %    | %    | %    | %    | Votantes |
| Freguesia       | PSD   | PS    | CDS   | BE   | MPT  | CDU  | PTP  | Votantes |
| --------------- | ----- | ----- | ----- | ---- | ---- | ---- | ---- | -------- |
| Canhas          | 42,09 | 35,80 | 14,97 | 0,99 | 1,13 | 0,99 | 0,47 | 2 131    |
| Madalena do Mar | 51,92 | 32,45 | 10,91 | 0,59 | 0,88 | 0    | 0,29 | 339      |
| Ponta do Sol    | 36,62 | 39,13 | 15,24 | 3,56 | 1,08 | 0,85 | 0,62 | 2 586    |
| Ponta do Sol    | 39,95 | 37,28 | 14,83 | 2,27 | 1,09 | 0,85 | 0,53 | 5 056    |

#### Juntas de Freguesia
| Partido                 | Partido                        | Votos | %               | +/-     | Presidentes | +/-     | Mandatos | +/-     |
| ----------------------- | ------------------------------ | ----- | --------------- | ------- | ----------- | ------- | -------- | ------- |
|                         | Partido Social Democrata       | 2 111 | 41,76 / 100,00  | 3,58    | 2 / 3       | 1       | 12 / 25  | 1       |
|                         | Partido Socialista             | 1 883 | 37,25 / 100,00  | 11,20   | 1 / 3       | 1       | 11 / 25  | 4       |
|                         | CDS – Partido Popular          | 688   | 13,61 / 100,00  | 1,58    | 0 / 3       | Estável | 2 / 25   | 1       |
|                         | Bloco de Esquerda              | 92    | 1,82 / 100,00   | 0,13    | 0 / 3       | Estável | 0 / 25   | Estável |
|                         | Coligação Democrática Unitária | 61    | 1,21 / 100,00   | Estável | 0 / 3       | Estável | 0 / 25   | Estável |
|                         | Partido Trabalhista Português  | 53    | 1,05 / 100,00   | 1,45    | 0 / 3       | Estável | 0 / 25   | 1       |
|                         | Partido da Terra               | 15    | 0,30 / 100,00   | -       | 0 / 3       | -       | 0 / 25   | -       |
| Votos Inválidos         | Votos Inválidos                | 152   | 3,00 / 100,00   | 0,74    |             |         |          |         |
| Total                   | Total                          | 5 055 | 100,00 / 100,00 |         | 3 / 3       |         | 25 / 25  |         |
| Eleitorado/Participação | Eleitorado/Participação        | 9 661 | 52,32 / 100,00  | 1,71    |             |         |          |         |

| Freguesia       | Partido Vencedor | Partido Vencedor         | %              | Mandatos |
| --------------- | ---------------- | ------------------------ | -------------- | -------- |
| Canhas          |                  | Partido Social Democrata | 44,39 / 100,00 | 4 / 9    |
| Madalena do Mar |                  | Partido Social Democrata | 53,39 / 100,00 | 4 / 7    |
| Ponta do Sol    |                  | Partido Socialista       | 38,72 / 100,00 | 4 / 9    |

### Porto Moniz

#### Câmara Municipal
| Partido                 | Partido                              | Votos | %               | +/-   | Vereadores | +/-     |
| ----------------------- | ------------------------------------ | ----- | --------------- | ----- | ---------- | ------- |
|                         | Partido Socialista                   | 1 406 | 65,36 / 100,00  | 16,26 | 4 / 5      | 1       |
|                         | Partido Social Democrata             | 461   | 21,43 / 100,00  | 25,10 | 1 / 5      | 1       |
|                         | Melhor Porto Moniz (Apoiado por CDS) | 227   | 10,55 / 100,00  | Novo  | 0 / 5      | Novo    |
|                         | Coligação Democrática Unitária       | 8     | 0,37 / 100,00   | 0,46  | 0 / 5      | Estável |
|                         | Partido Trabalhista Português        | 7     | 0,33 / 100,00   | -     | 0 / 5      | -       |
|                         | Partido da Terra                     | 3     | 0,14 / 100,00   | -     | 0 / 5      | -       |
| Votos Inválidos         | Votos Inválidos                      | 39    | 1,81 / 100,00   | 0,40  |            |         |
| Total                   | Total                                | 2 151 | 100,00 / 100,00 |       | 5 / 5      |         |
| Eleitorado/Participação | Eleitorado/Participação              | 3 150 | 68,29 / 100,00  | 5,36  |            |         |

| Freguesia         | %     | %     | %     | %    | %    | %    | Votantes |
| Freguesia         | PS    | PSD   | MPM   | CDU  | PTP  | MPT  | Votantes |
| ----------------- | ----- | ----- | ----- | ---- | ---- | ---- | -------- |
| Achadas da Cruz   | 64,88 | 26,79 | 5,95  | 0    | 0    | 0,60 | 168      |
| Porto Moniz       | 67,77 | 18,27 | 11,49 | 0,39 | 0,31 | 0    | 1 297    |
| Ribeira da Janela | 58,96 | 26,59 | 10,40 | 0    | 0    | 1,16 | 173      |
| Seixal            | 61,60 | 25,93 | 9,75  | 0,58 | 0,58 | 0    | 513      |
| Porto Moniz       | 65,36 | 21,43 | 10,55 | 0,37 | 0,33 | 0,14 | 2 151    |

#### Assembleia Municipal
| Partido                 | Partido                              | Votos | %               | +/-   | Deputados | +/-     |
| ----------------------- | ------------------------------------ | ----- | --------------- | ----- | --------- | ------- |
|                         | Partido Socialista                   | 1 313 | 61,04 / 100,00  | 9,82  | 10 / 15   | 2       |
|                         | Partido Social Democrata             | 536   | 24,92 / 100,00  | 18,25 | 4 / 15    | 3       |
|                         | Melhor Porto Moniz (Apoiado por CDS) | 239   | 11,11 / 100,00  | Novo  | 1 / 15    | Novo    |
|                         | Partido Trabalhista Português        | 12    | 0,56 / 100,00   | -     | 0 / 15    | -       |
|                         | Coligação Democrática Unitária       | 7     | 0,33 / 100,00   | 0,50  | 0 / 15    | Estável |
| Votos Inválidos         | Votos Inválidos                      | 44    | 2,05 / 100,00   | 0,16  |           |         |
| Total                   | Total                                | 2 151 | 100,00 / 100,00 |       | 15 / 15   |         |
| Eleitorado/Participação | Eleitorado/Participação              | 3 150 | 68,29 / 100,00  | 5,36  |           |         |

| Freguesia         | %     | %     | %     | %    | %    | Votantes |
| Freguesia         | PS    | PSD   | MPM   | PTP  | CDU  | Votantes |
| ----------------- | ----- | ----- | ----- | ---- | ---- | -------- |
| Achadas da Cruz   | 60,71 | 27,38 | 10,12 | 0    | 0    | 168      |
| Porto Moniz       | 62,14 | 22,90 | 12,18 | 0,46 | 0,23 | 1 297    |
| Ribeira da Janela | 56,07 | 27,75 | 9,83  | 0,58 | 0,58 | 173      |
| Seixal            | 60,04 | 28,27 | 9,16  | 0,97 | 0,58 | 513      |
| Porto Moniz       | 61,04 | 24,92 | 11,11 | 0,56 | 0,33 | 2 151    |

#### Juntas de Freguesia
| Partido                 | Partido                        | Votos | %               | +/-   | Presidentes | +/-     | Mandatos | +/-     |
| ----------------------- | ------------------------------ | ----- | --------------- | ----- | ----------- | ------- | -------- | ------- |
|                         | Partido Socialista             | 1 285 | 59,74 / 100,00  | 4,98  | 4 / 4       | 2       | 19 / 30  | 3       |
|                         | Partido Social Democrata       | 523   | 24,31 / 100,00  | 15,45 | 0 / 4       | 2       | 8 / 30   | 6       |
|                         | Grupo de Cidadãos              | 287   | 13,34 / 100,00  | -     | 0 / 4       | -       | 3 / 30   | -       |
|                         | Partido Trabalhista Português  | 12    | 0,56 / 100,00   | -     | 0 / 4       | -       | 0 / 30   | -       |
|                         | Coligação Democrática Unitária | 7     | 0,33 / 100,00   | 0,41  | 0 / 4       | Estável | 0 / 30   | Estável |
| Votos Inválidos         | Votos Inválidos                | 37    | 1,72 / 100,00   | 1,09  |             |         |          |         |
| Total                   | Total                          | 2 151 | 100,00 / 100,00 |       | 4 / 4       |         | 30 / 30  |         |
| Eleitorado/Participação | Eleitorado/Participação        | 3 150 | 68,29 / 100,00  | 5,36  |             |         |          |         |

| Freguesia         | Partido Vencedor | Partido Vencedor   | %              | Mandatos |
| ----------------- | ---------------- | ------------------ | -------------- | -------- |
| Achadas da Cruz   |                  | Partido Socialista | 55,95 / 100,00 | 4 / 7    |
| Porto Moniz       |                  | Partido Socialista | 61,30 / 100,00 | 6 / 9    |
| Ribeira da Janela |                  | Partido Socialista | 54,34 / 100,00 | 5 / 7    |
| Seixal            |                  | Partido Socialista | 58,87 / 100,00 | 4 / 7    |

### Porto Santo

#### Câmara Municipal
| Partido                 | Partido                        | Votos | %               | +/-  | Vereadores | +/-     |
| ----------------------- | ------------------------------ | ----- | --------------- | ---- | ---------- | ------- |
|                         | Partido Social Democrata       | 1 283 | 37,94 / 100,00  | 1,38 | 2 / 5      | Estável |
|                         | Partido Socialista             | 1 251 | 36,99 / 100,00  | 4,43 | 2 / 5      | 1       |
|                         | MAIS Porto Santo               | 452   | 13,36 / 100,00  | Novo | 1 / 5      | Novo    |
|                         | CDS – Partido Popular          | 125   | 3,70 / 100,00   | 5,45 | 0 / 5      | Estável |
|                         | Coligação Democrática Unitária | 96    | 2,84 / 100,00   | 1,36 | 0 / 5      | Estável |
|                         | Bloco de Esquerda              | 52    | 1,54 / 100,00   | -    | 0 / 5      | -       |
|                         | Partido Trabalhista Português  | 12    | 0,35 / 100,00   | 4,03 | 0 / 5      | Estável |
| Votos Inválidos         | Votos Inválidos                | 111   | 3,29 / 100,00   | 0,06 |            |         |
| Total                   | Total                          | 3 382 | 100,00 / 100,00 |      | 5 / 5      |         |
| Eleitorado/Participação | Eleitorado/Participação        | 5 278 | 64,08 / 100,00  | 1,30 |            |         |

| Freguesia   | %     | %     | %     | %    | %    | %    | %    | Votantes |
| Freguesia   | PSD   | PS    | MPS   | CDS  | CDU  | BE   | PTP  | Votantes |
| ----------- | ----- | ----- | ----- | ---- | ---- | ---- | ---- | -------- |
| Porto Santo | 37,94 | 36,99 | 13,36 | 3,70 | 2,84 | 1,54 | 0,35 | 3 382    |
| Porto Santo | 37,94 | 36,99 | 13,36 | 3,70 | 2,84 | 1,54 | 0,35 | 3 382    |

#### Assembleia Municipal
| Partido                 | Partido                        | Votos | %               | +/-  | Deputados | +/-     |
| ----------------------- | ------------------------------ | ----- | --------------- | ---- | --------- | ------- |
|                         | Partido Social Democrata       | 1 368 | 40,45 / 100,00  | 6,01 | 7 / 15    | 1       |
|                         | Partido Socialista             | 1 137 | 33,62 / 100,00  | 6,21 | 6 / 15    | Estável |
|                         | MAIS Porto Santo               | 420   | 12,42 / 100,00  | Novo | 2 / 15    | Novo    |
|                         | CDS – Partido Popular          | 161   | 4,76 / 100,00   | 8,61 | 0 / 15    | 2       |
|                         | Coligação Democrática Unitária | 109   | 3,22 / 100,00   | 1,57 | 0 / 15    | Estável |
|                         | Bloco de Esquerda              | 53    | 1,57 / 100,00   | -    | 0 / 15    | -       |
|                         | Partido Trabalhista Português  | 18    | 0,53 / 100,00   | 6,11 | 0 / 15    | 1       |
| Votos Inválidos         | Votos Inválidos                | 116   | 3,43 / 100,00   | 0,65 |           |         |
| Total                   | Total                          | 3 382 | 100,00 / 100,00 |      | 15 / 15   |         |
| Eleitorado/Participação | Eleitorado/Participação        | 5 278 | 64,08 / 100,00  | 1,30 |           |         |

| Freguesia   | %     | %     | %     | %    | %    | %    | %    | Votantes |
| Freguesia   | PSD   | PS    | MPS   | CDS  | CDU  | BE   | PTP  | Votantes |
| ----------- | ----- | ----- | ----- | ---- | ---- | ---- | ---- | -------- |
| Porto Santo | 40,45 | 33,62 | 12,42 | 4,76 | 3,22 | 1,57 | 0,53 | 3 382    |
| Porto Santo | 40,45 | 33,62 | 12,42 | 4,76 | 3,22 | 1,57 | 0,53 | 3 382    |

#### Juntas de Freguesia
| Partido                 | Partido                        | Votos | %               | +/-  | Presidentes | +/-     | Mandatos | +/-     |
| ----------------------- | ------------------------------ | ----- | --------------- | ---- | ----------- | ------- | -------- | ------- |
|                         | Partido Social Democrata       | 1 442 | 42,64 / 100,00  | 5,87 | 1 / 1       | Estável | 7 / 13   | Estável |
|                         | Partido Socialista             | 1 196 | 35,36 / 100,00  | 1,81 | 0 / 1       | Estável | 5 / 13   | Estável |
|                         | Grupo de Cidadãos              | 372   | 11,00 / 100,00  | -    | 0 / 1       | -       | 1 / 13   | -       |
|                         | CDS – Partido Popular          | 117   | 3,46 / 100,00   | 6,31 | 0 / 1       | Estável | 0 / 13   | 1       |
|                         | Coligação Democrática Unitária | 75    | 2,22 / 100,00   | 1,10 | 0 / 1       | Estável | 0 / 13   | Estável |
|                         | Bloco de Esquerda              | 49    | 1,45 / 100,00   | -    | 0 / 1       | -       | 0 / 13   | -       |
|                         | Partido Trabalhista Português  | 14    | 0,41 / 100,00   | 3,33 | 0 / 1       | Estável | 0 / 13   | Estável |
| Votos Inválidos         | Votos Inválidos                | 117   | 3,46 / 100,00   | 0,14 |             |         |          |         |
| Total                   | Total                          | 3 382 | 100,00 / 100,00 |      | 1 / 1       |         | 13 / 13  |         |
| Eleitorado/Participação | Eleitorado/Participação        | 5 278 | 64,08 / 100,00  | 1,30 |             |         |          |         |

| Freguesia   | Partido Vencedor | Partido Vencedor         | %              | Mandatos |
| ----------- | ---------------- | ------------------------ | -------------- | -------- |
| Porto Santo |                  | Partido Social Democrata | 42,64 / 100,00 | 7 / 13   |

### Ribeira Brava

#### Câmara Municipal
| Partido                 | Partido                                                | Votos  | %               | +/-   | Vereadores | +/-     |
| ----------------------- | ------------------------------------------------------ | ------ | --------------- | ----- | ---------- | ------- |
|                         | Ribeira Brava em Primeiro (Apoiado por CDS, MPT e PDR) | 4 024  | 51,79 / 100,00  | Novo  | 4 / 7      | Novo    |
|                         | Partido Social Democrata                               | 2 519  | 32,42 / 100,00  | 9,19  | 3 / 7      | 1       |
|                         | Juntos pelo Povo                                       | 481    | 6,19 / 100,00   | Novo  | 0 / 7      | Novo    |
|                         | Partido Socialista                                     | 351    | 4,52 / 100,00   | 17,27 | 0 / 7      | 2       |
|                         | Coligação Democrática Unitária                         | 70     | 0,90 / 100,00   | 2,58  | 0 / 7      | Estável |
|                         | Bloco de Esquerda                                      | 52     | 0,67 / 100,00   | 2,00  | 0 / 7      | Estável |
|                         | Partido Trabalhista Português                          | 49     | 0,63 / 100,00   | 4,18  | 0 / 7      | Estável |
| Votos Inválidos         | Votos Inválidos                                        | 224    | 2,89 / 100,00   | 2,77  |            |         |
| Total                   | Total                                                  | 7 770  | 100,00 / 100,00 |       | 7 / 7      |         |
| Eleitorado/Participação | Eleitorado/Participação                                | 13 700 | 56,72 / 100,00  | 7,78  |            |         |

| Freguesia     | %     | %     | %    | %    | %    | %    | %    | Votantes |
| Freguesia     | RB1   | PSD   | JPP  | PS   | CDU  | BE   | PTP  | Votantes |
| ------------- | ----- | ----- | ---- | ---- | ---- | ---- | ---- | -------- |
| Campanário    | 42,88 | 41,09 | 7,82 | 3,97 | 0,88 | 0,69 | 0,72 | 2 621    |
| Ribeira Brava | 61,63 | 22,49 | 5,62 | 4,30 | 0,97 | 0,68 | 0,60 | 3 810    |
| Serra de Água | 43,50 | 41,55 | 3,59 | 6,58 | 0,60 | 0,60 | 0,60 | 669      |
| Tabua         | 38,96 | 45,82 | 5,67 | 5,82 | 0,90 | 0,60 | 0,45 | 670      |
| Ribeira Brava | 51,79 | 32,42 | 6,19 | 4,52 | 0,90 | 0,67 | 0,63 | 7 770    |

#### Assembleia Municipal
| Partido                 | Partido                                                | Votos  | %               | +/-   | Deputados | +/-     |
| ----------------------- | ------------------------------------------------------ | ------ | --------------- | ----- | --------- | ------- |
|                         | Ribeira Brava em Primeiro (Apoiado por CDS, MPT e PDR) | 3 750  | 48,26 / 100,00  | Novo  | 11 / 21   | Novo    |
|                         | Partido Social Democrata                               | 2 591  | 33,35 / 100,00  | 8,35  | 8 / 21    | 2       |
|                         | Juntos pelo Povo                                       | 565    | 7,27 / 100,00   | Novo  | 1 / 21    | Novo    |
|                         | Partido Socialista                                     | 423    | 5,44 / 100,00   | 15,50 | 1 / 21    | 4       |
|                         | Coligação Democrática Unitária                         | 76     | 0,98 / 100,00   | 2,43  | 0 / 21    | Estável |
|                         | Partido Trabalhista Português                          | 72     | 0,93 / 100,00   | 4,19  | 0 / 21    | 1       |
|                         | Bloco de Esquerda                                      | 70     | 0,90 / 100,00   | 2,32  | 0 / 21    | Estável |
| Votos Inválidos         | Votos Inválidos                                        | 223    | 2,87 / 100,00   | 3,23  |           |         |
| Total                   | Total                                                  | 7 770  | 100,00 / 100,00 |       | 21 / 21   |         |
| Eleitorado/Participação | Eleitorado/Participação                                | 13 700 | 56,72 / 100,00  | 7,78  |           |         |

| Freguesia     | %     | %     | %    | %    | %    | %    | %    | Votantes |
| Freguesia     | RB1   | PSD   | JPP  | PS   | CDU  | PTP  | BE   | Votantes |
| ------------- | ----- | ----- | ---- | ---- | ---- | ---- | ---- | -------- |
| Campanário    | 38,99 | 42,46 | 9,16 | 4,88 | 0,84 | 0,84 | 0,84 | 2 621    |
| Ribeira Brava | 57,90 | 23,49 | 6,64 | 5,46 | 1,13 | 1,13 | 0,84 | 3 810    |
| Serra de Água | 40,66 | 42,15 | 4,78 | 6,73 | 0,75 | 0,30 | 1,05 | 669      |
| Tabua         | 37,31 | 44,93 | 5,97 | 6,27 | 0,90 | 0,75 | 1,34 | 670      |
| Ribeira Brava | 48,26 | 33,35 | 7,27 | 5,44 | 0,98 | 0,93 | 0,90 | 7 770    |

#### Juntas de Freguesia
| Partido                 | Partido                        | Votos  | %               | +/-   | Presidentes | +/-     | Mandatos | +/-     |
| ----------------------- | ------------------------------ | ------ | --------------- | ----- | ----------- | ------- | -------- | ------- |
|                         | Grupo de Cidadãos              | 3 482  | 44,81 / 100,00  | -     | 1 / 4       | -       | 20 / 40  | -       |
|                         | Partido Social Democrata       | 3 013  | 38,78 / 100,00  | 5,70  | 3 / 4       | 1       | 20 / 40  | 3       |
|                         | Juntos pelo Povo               | 482    | 6,20 / 100,00   | Novo  | 0 / 4       | Novo    | 0 / 40   | Novo    |
|                         | Partido Socialista             | 404    | 5,20 / 100,00   | 14,22 | 0 / 4       | Estável | 0 / 40   | 9       |
|                         | Coligação Democrática Unitária | 69     | 0,89 / 100,00   | 2,78  | 0 / 4       | Estável | 0 / 40   | Estável |
|                         | Partido Trabalhista Português  | 63     | 0,81 / 100,00   | 3,70  | 0 / 4       | Estável | 0 / 40   | Estável |
|                         | Bloco de Esquerda              | 23     | 0,30 / 100,00   | 2,24  | 0 / 4       | Estável | 0 / 40   | Estável |
| Votos Inválidos         | Votos Inválidos                | 234    | 3,01 / 100,00   | 2,82  |             |         |          |         |
| Total                   | Total                          | 7 770  | 100,00 / 100,00 |       | 4 / 4       |         | 40 / 40  |         |
| Eleitorado/Participação | Eleitorado/Participação        | 13 700 | 56,72 / 100,00  | 7,78  |             |         |          |         |

| Freguesia     | Partido Vencedor | Partido Vencedor         | %              | Mandatos |
| ------------- | ---------------- | ------------------------ | -------------- | -------- |
| Campanário    |                  | Partido Social Democrata | 49,26 / 100,00 | 5 / 9    |
| Ribeira Brava |                  | Grupo de Cidadãos        | 54,65 / 100,00 | 9 / 13   |
| Serra de Água |                  | Partido Social Democrata | 42,60 / 100,00 | 5 / 9    |
| Tabua         |                  | Partido Social Democrata | 53,43 / 100,00 | 6 / 9    |

### Santa Cruz

#### Câmara Municipal
| Partido                 | Partido                                         | Votos  | %               | +/-  | Vereadores | +/-     |
| ----------------------- | ----------------------------------------------- | ------ | --------------- | ---- | ---------- | ------- |
|                         | Juntos pelo Povo                                | 13 092 | 60,01 / 100,00  | 4,41 | 6 / 7      | 1       |
|                         | Partido Social Democrata                        | 3 720  | 17,05 / 100,00  | 6,05 | 1 / 7      | 1       |
|                         | Partido Socialista                              | 1 497  | 6,86 / 100,00   | -    | 0 / 7      | -       |
|                         | CDS – Partido Popular                           | 1 066  | 4,89 / 100,00   | -    | 0 / 7      | -       |
|                         | Partido Trabalhista Português                   | 543    | 2,49 / 100,00   | -    | 0 / 7      | -       |
|                         | Coligação Democrática Unitária                  | 320    | 1,47 / 100,00   | 3,16 | 0 / 7      | Estável |
|                         | Bloco de Esquerda                               | 308    | 1,41 / 100,00   | -    | 0 / 7      | -       |
|                         | Partido da Terra                                | 249    | 1,14 / 100,00   | -    | 0 / 7      | -       |
|                         | Partido Democrático Republicano                 | 173    | 0,79 / 100,00   | Novo | 0 / 7      | Novo    |
|                         | Partido Comunista dos Trabalhadores Portugueses | 76     | 0,35 / 100,00   | -    | 0 / 7      | -       |
| Votos Inválidos         | Votos Inválidos                                 | 772    | 3,53 / 100,00   | 0,57 |            |         |
| Total                   | Total                                           | 21 816 | 100,00 / 100,00 |      | 7 / 7      |         |
| Eleitorado/Participação | Eleitorado/Participação                         | 38 524 | 56,63 / 100,00  | 0,86 |            |         |

| Freguesia              | %     | %     | %    | %    | %    | %    | %    | %    | %    | %    | Votantes |
| Freguesia              | JPP   | PSD   | PS   | CDS  | PTP  | CDU  | BE   | MPT  | PDR  | PCTP | Votantes |
| ---------------------- | ----- | ----- | ---- | ---- | ---- | ---- | ---- | ---- | ---- | ---- | -------- |
| Camacha                | 58,11 | 21,40 | 5,41 | 3,40 | 2,44 | 1,64 | 1,71 | 1,44 | 0,60 | 0,43 | 3 972    |
| Caniço                 | 54,41 | 17,52 | 8,79 | 6,67 | 2,43 | 1,74 | 1,69 | 1,46 | 0,68 | 0,31 | 11 131   |
| Gaula                  | 74,85 | 11,90 | 3,56 | 3,29 | 0,99 | 1,08 | 0,68 | 0,41 | 0,95 | 0,18 | 2 219    |
| Santa Cruz             | 67,28 | 13,87 | 5,57 | 2,75 | 3,75 | 0,92 | 0,92 | 0,51 | 1,28 | 0,51 | 3 894    |
| Santo António da Serra | 74,50 | 19,33 | 1,33 | 1,50 | 1,17 | 0,17 | 0,17 | 0,17 | 0,33 | 0    | 600      |
| Santa Cruz             | 60,01 | 17,05 | 6,86 | 4,89 | 2,49 | 1,47 | 1,41 | 1,14 | 0,79 | 0,35 | 21 816   |

#### Assembleia Municipal
| Partido                 | Partido                                         | Votos  | %               | +/-  | Deputados | +/-     |
| ----------------------- | ----------------------------------------------- | ------ | --------------- | ---- | --------- | ------- |
|                         | Juntos pelo Povo                                | 12 376 | 56,95 / 100,00  | 8,52 | 15 / 21   | Estável |
|                         | Partido Social Democrata                        | 4 025  | 18,52 / 100,00  | 4,21 | 4 / 21    | 1       |
|                         | Partido Socialista                              | 1 610  | 7,41 / 100,00   | -    | 1 / 21    | -       |
|                         | CDS – Partido Popular                           | 1 018  | 4,18 / 100,00   | -    | 1 / 21    | -       |
|                         | Partido Trabalhista Português                   | 573    | 2,64 / 100,00   | -    | 0 / 21    | -       |
|                         | Bloco de Esquerda                               | 376    | 1,73 / 100,00   | -    | 0 / 21    | -       |
|                         | Coligação Democrática Unitária                  | 354    | 1,63 / 100,00   | 2,65 | 0 / 21    | 1       |
|                         | Partido da Terra                                | 264    | 1,21 / 100,00   | -    | 0 / 21    | -       |
|                         | Partido Democrático Republicano                 | 199    | 0,92 / 100,00   | Novo | 0 / 21    | Novo    |
|                         | Partido Comunista dos Trabalhadores Portugueses | 78     | 0,36 / 100,00   | -    | 0 / 21    | -       |
| Votos Inválidos         | Votos Inválidos                                 | 860    | 3,96 / 100,00   | 0,09 |           |         |
| Total                   | Total                                           | 21 733 | 100,00 / 100,00 |      | 21 / 21   |         |
| Eleitorado/Participação | Eleitorado/Participação                         | 38 524 | 56,41 / 100,00  | 1,08 |           |         |

| Freguesia              | %     | %     | %    | %    | %    | %    | %    | %    | %    | %    | Votantes |
| Freguesia              | JPP   | PSD   | PS   | CDS  | PTP  | BE   | CDU  | MPT  | PDR  | PCTP | Votantes |
| ---------------------- | ----- | ----- | ---- | ---- | ---- | ---- | ---- | ---- | ---- | ---- | -------- |
| Camacha                | 54,78 | 23,59 | 5,72 | 3,42 | 2,22 | 2,19 | 1,71 | 1,33 | 0,63 | 0,55 | 3 972    |
| Caniço                 | 51,69 | 18,79 | 9,37 | 6,06 | 2,61 | 2,04 | 1,90 | 1,58 | 0,80 | 0,32 | 11 048   |
| Gaula                  | 71,65 | 12,89 | 4,19 | 3,52 | 1,67 | 0,90 | 1,35 | 0,41 | 1,17 | 0,09 | 2 219    |
| Santa Cruz             | 63,12 | 15,64 | 6,32 | 3,21 | 3,88 | 1,13 | 1,13 | 0,67 | 1,49 | 0,49 | 3 894    |
| Santo António da Serra | 73,50 | 19,50 | 1,50 | 1,50 | 1,50 | 0    | 0,33 | 0,17 | 0,33 | 0    | 600      |
| Santa Cruz             | 56,95 | 18,52 | 7,41 | 4,68 | 2,64 | 1,73 | 1,63 | 1,21 | 0,92 | 0,36 | 21 733   |

#### Juntas de Freguesia
| Partido                 | Partido                                         | Votos  | %               | +/-  | Presidentes | +/-     | Mandatos | +/-     |
| ----------------------- | ----------------------------------------------- | ------ | --------------- | ---- | ----------- | ------- | -------- | ------- |
|                         | Juntos pelo Povo                                | 12 072 | 55,57 / 100,00  | Novo | 5 / 5       | Novo    | 44 / 61  | Novo    |
|                         | Partido Social Democrata                        | 4 359  | 20,06 / 100,00  | 8,45 | 0 / 5       | Estável | 12 / 61  | 4       |
|                         | Partido Socialista                              | 1 936  | 8,91 / 100,00   | -    | 0 / 5       | -       | 4 / 61   | -       |
|                         | CDS – Partido Popular                           | 930    | 4,28 / 100,00   | -    | 0 / 5       | -       | 1 / 61   | -       |
|                         | Partido Trabalhista Português                   | 536    | 2,47 / 100,00   | -    | 0 / 5       | -       | 0 / 61   | -       |
|                         | Coligação Democrática Unitária                  | 329    | 1,51 / 100,00   | 2,97 | 0 / 5       | Estável | 0 / 61   | Estável |
|                         | Bloco de Esquerda                               | 314    | 1,45 / 100,00   | -    | 0 / 5       | -       | 0 / 61   | -       |
|                         | Partido da Terra                                | 243    | 1,12 / 100,00   | -    | 0 / 5       | -       | 0 / 61   | -       |
|                         | Partido Democrático Republicano                 | 191    | 0,88 / 100,00   | Novo | 0 / 5       | Novo    | 0 / 61   | Novo    |
|                         | Partido Comunista dos Trabalhadores Portugueses | 13     | 0,06 / 100,00   | -    | 0 / 5       | -       | 0 / 61   | -       |
| Votos Inválidos         | Votos Inválidos                                 | 802    | 3,69 / 100,00   | 0,31 |             |         |          |         |
| Total                   | Total                                           | 21 725 | 100,00 / 100,00 |      | 5 / 5       |         | 61 / 61  | 6       |
| Eleitorado/Participação | Eleitorado/Participação                         | 38 524 | 56,39 / 100,00  | 1,10 |             |         |          |         |

| Freguesia              | Partido Vencedor | Partido Vencedor | %              | Mandatos |
| ---------------------- | ---------------- | ---------------- | -------------- | -------- |
| Camacha                |                  | Juntos pelo Povo | 55,46 / 100,00 | 9 / 13   |
| Caniço                 |                  | Juntos pelo Povo | 48,47 / 100,00 | 11 / 19  |
| Gaula                  |                  | Juntos pelo Povo | 72,83 / 100,00 | 8 / 9    |
| Santa Cruz             |                  | Juntos pelo Povo | 63,05 / 100,00 | 10 / 13  |
| Santo António da Serra |                  | Juntos pelo Povo | 74,50 / 100,00 | 6 / 7    |

### Santana

#### Câmara Municipal
| Partido                 | Partido                        | Votos | %               | +/-   | Vereadores | +/-     |
| ----------------------- | ------------------------------ | ----- | --------------- | ----- | ---------- | ------- |
|                         | CDS – Partido Popular          | 2 797 | 60,46 / 100,00  | 8,74  | 4 / 5      | 1       |
|                         | Partido Social Democrata       | 1 038 | 22,44 / 100,00  | 10,66 | 1 / 5      | 1       |
|                         | Santana Primeiro               | 305   | 6,59 / 100,00   | Novo  | 0 / 5      | Novo    |
|                         | Partido Socialista             | 167   | 3,61 / 100,00   | 4,17  | 0 / 5      | Estável |
|                         | Coligação Democrática Unitária | 82    | 1,77 / 100,00   | 0,34  | 0 / 5      | Estável |
|                         | Partido da Terra               | 36    | 0,78 / 100,00   | -     | 0 / 5      | -       |
|                         | Partido Trabalhista Português  | 31    | 0,67 / 100,00   | 0,62  | 0 / 5      | Estável |
| Votos Inválidos         | Votos Inválidos                | 170   | 3,68 / 100,00   | 0,19  |            |         |
| Total                   | Total                          | 4 626 | 100,00 / 100,00 |       | 5 / 5      |         |
| Eleitorado/Participação | Eleitorado/Participação        | 7 963 | 58,09 / 100,00  | 1,06  |            |         |

| Freguesia          | %     | %     | %     | %    | %    | %    | %    | Votantes |
| Freguesia          | CDS   | PSD   | SP    | PS   | CDU  | MPT  | PTP  | Votantes |
| ------------------ | ----- | ----- | ----- | ---- | ---- | ---- | ---- | -------- |
| Arco de São Jorge  | 54,95 | 31,06 | 3,75  | 4,10 | 1,71 | 0,68 | 0,34 | 293      |
| Faial              | 49,51 | 29,19 | 10,27 | 4,86 | 0,43 | 0,86 | 0,97 | 925      |
| Ilha               | 60,12 | 31,90 | 3,07  | 1,23 | 0    | 0    | 0,61 | 163      |
| Santana            | 67,46 | 15,92 | 6,90  | 3,13 | 1,91 | 0,90 | 0,64 | 1 884    |
| São Jorge          | 65,77 | 18,68 | 4,21  | 2,27 | 3,56 | 0,65 | 0,65 | 926      |
| São Roque do Faial | 45,98 | 34,94 | 5,75  | 6,44 | 0,92 | 0,69 | 0,46 | 435      |
| Santana            | 60,46 | 22,44 | 6,59  | 3,61 | 1,77 | 0,78 | 0,67 | 4 626    |

#### Assembleia Municipal
| Partido                 | Partido                        | Votos | %               | +/-     | Deputados | +/-     |
| ----------------------- | ------------------------------ | ----- | --------------- | ------- | --------- | ------- |
|                         | CDS – Partido Popular          | 2 544 | 54,99 / 100,00  | 8,21    | 10 / 15   | 2       |
|                         | Partido Social Democrata       | 1 243 | 26,87 / 100,00  | 7,32    | 4 / 15    | 2       |
|                         | Santana Primeiro               | 300   | 6,49 / 100,00   | Novo    | 1 / 15    | Novo    |
|                         | Partido Socialista             | 189   | 4,09 / 100,00   | 6,61    | 0 / 15    | 1       |
|                         | Coligação Democrática Unitária | 101   | 2,18 / 100,00   | 0,43    | 0 / 15    | Estável |
|                         | Partido da Terra               | 43    | 0,93 / 100,00   | -       | 0 / 15    | -       |
|                         | Partido Trabalhista Português  | 36    | 0,78 / 100,00   | Aumento | 0 / 15    | Estável |
| Votos Inválidos         | Votos Inválidos                | 170   | 3,68 / 100,00   | 0,21    |           |         |
| Total                   | Total                          | 4 626 | 100,00 / 100,00 |         | 15 / 15   |         |
| Eleitorado/Participação | Eleitorado/Participação        | 7 963 | 58,09 / 100,00  | 1,08    |           |         |

| Freguesia          | %     | %     | %     | %    | %    | %    | %    | Votantes |
| Freguesia          | CDS   | PSD   | SP    | PS   | CDU  | MPT  | PTP  | Votantes |
| ------------------ | ----- | ----- | ----- | ---- | ---- | ---- | ---- | -------- |
| Arco de São Jorge  | 40,61 | 42,66 | 4,44  | 4,44 | 2,05 | 1,02 | 0,68 | 293      |
| Faial              | 42,59 | 34,38 | 10,27 | 6,05 | 1,08 | 1,08 | 0,76 | 925      |
| Ilha               | 55,21 | 38,04 | 1,84  | 1,23 | 0,61 | 0    | 0    | 163      |
| Santana            | 64,60 | 18,84 | 6,32  | 2,97 | 2,07 | 0,90 | 1,01 | 1 884    |
| São Jorge          | 59,72 | 22,25 | 5,40  | 3,02 | 4,21 | 0,86 | 0,54 | 926      |
| São Roque do Faial | 39,31 | 40,69 | 4,60  | 7,82 | 1,38 | 1,15 | 0,69 | 435      |
| Santana            | 54,99 | 26,87 | 6,49  | 4,09 | 2,18 | 0,93 | 0,78 | 4 626    |

#### Juntas de Freguesia
| Partido                 | Partido                        | Votos | %               | +/-  | Presidentes | +/-     | Mandatos | +/-     |
| ----------------------- | ------------------------------ | ----- | --------------- | ---- | ----------- | ------- | -------- | ------- |
|                         | CDS – Partido Popular          | 2 367 | 51,17 / 100,00  | 5,46 | 3 / 6       | 1       | 23 / 48  | 1       |
|                         | Partido Social Democrata       | 1 719 | 37,16 / 100,00  | 2,21 | 3 / 6       | 1       | 24 / 48  | 2       |
|                         | Grupo de Cidadãos              | 124   | 2,68 / 100,00   | -    | 0 / 6       | -       | 1 / 48   | -       |
|                         | Coligação Democrática Unitária | 111   | 2,40 / 100,00   | 0,57 | 0 / 6       | Estável | 0 / 48   | Estável |
|                         | Partido Trabalhista Português  | 85    | 1,84 / 100,00   | 0,59 | 0 / 6       | Estável | 0 / 48   | Estável |
|                         | Partido da Terra               | 35    | 0,76 / 100,00   | -    | 0 / 6       | -       | 0 / 48   | -       |
| Votos Inválidos         | Votos Inválidos                | 185   | 4,00 / 100,00   | 0,51 |             |         |          |         |
| Total                   | Total                          | 4 626 | 100,00 / 100,00 |      | 6 / 6       |         | 48 / 48  |         |
| Eleitorado/Participação | Eleitorado/Participação        | 7 963 | 58,09 / 100,00  | 1,07 |             |         |          |         |

| Freguesia          | Partido Vencedor | Partido Vencedor         | %              | Mandatos |
| ------------------ | ---------------- | ------------------------ | -------------- | -------- |
| Arco de São Jorge  |                  | Partido Social Democrata | 71,67 / 100,00 | 6 / 7    |
| Faial              |                  | Partido Social Democrata | 51,03 / 100,00 | 5 / 9    |
| Ilha               |                  | CDS – Partido Popular    | 48,47 / 100,00 | 4 / 7    |
| Santana            |                  | CDS – Partido Popular    | 70,38 / 100,00 | 7 / 9    |
| São Jorge          |                  | CDS – Partido Popular    | 57,24 / 100,00 | 6 / 9    |
| São Roque do Faial |                  | Partido Social Democrata | 61,84 / 100,00 | 5 / 7    |

### São Vicente

#### Câmara Municipal
| Partido                 | Partido                                              | Votos | %               | +/-   | Vereadores | +/-     |
| ----------------------- | ---------------------------------------------------- | ----- | --------------- | ----- | ---------- | ------- |
|                         | Unidos por São Vicente (Apoiados por PSD, CDS e PPM) | 2 619 | 79,20 / 100,00  | 14,51 | 5 / 5      | 2       |
|                         | Partido Socialista                                   | 439   | 13,27 / 100,00  | -     | 0 / 5      | -       |
|                         | Partido da Terra                                     | 42    | 1,27 / 100,00   | -     | 0 / 5      | -       |
|                         | Partido Trabalhista Português                        | 37    | 1,12 / 100,00   | -     | 0 / 5      | -       |
|                         | Coligação Democrática Unitária                       | 31    | 0,94 / 100,00   | 0,04  | 0 / 5      | Estável |
| Votos Inválidos         | Votos Inválidos                                      | 139   | 4,20 / 100,00   | 1,78  |            |         |
| Total                   | Total                                                | 3 307 | 100,00 / 100,00 |       | 5 / 5      |         |
| Eleitorado/Participação | Eleitorado/Participação                              | 6 171 | 53,59 / 100,00  | 3,27  |            |         |

| Freguesia     | %     | %     | %    | %    | %    | Votantes |
| Freguesia     | UPSV  | PS    | MPT  | PTP  | CDU  | Votantes |
| ------------- | ----- | ----- | ---- | ---- | ---- | -------- |
| Boa Ventura   | 82,47 | 9,34  | 1,87 | 1,72 | 1,29 | 696      |
| Ponta Delgada | 80,36 | 11,76 | 1,24 | 0,69 | 0,83 | 723      |
| São Vicente   | 77,54 | 15,31 | 1,06 | 1,06 | 0,85 | 1 888    |
| São Vicente   | 79,20 | 13,27 | 1,27 | 1,12 | 0,94 | 3 307    |

#### Assembleia Municipal
| Partido                 | Partido                                              | Votos | %               | +/-   | Deputados | +/-     |
| ----------------------- | ---------------------------------------------------- | ----- | --------------- | ----- | --------- | ------- |
|                         | Unidos por São Vicente (Apoiados por PSD, CDS e PPM) | 2 552 | 77,17 / 100,00  | 13,24 | 13 / 15   | 3       |
|                         | Partido Socialista                                   | 477   | 14,42 / 100,00  | -     | 2 / 15    | -       |
|                         | Partido da Terra                                     | 48    | 1,45 / 100,00   | -     | 0 / 15    | -       |
|                         | Partido Trabalhista Português                        | 45    | 1,36 / 100,00   | -     | 0 / 15    | -       |
|                         | Coligação Democrática Unitária                       | 31    | 0,94 / 100,00   | 0,09  | 0 / 15    | Estável |
| Votos Inválidos         | Votos Inválidos                                      | 154   | 4,65 / 100,00   | 1,99  |           |         |
| Total                   | Total                                                | 3 307 | 100,00 / 100,00 |       | 15 / 15   |         |
| Eleitorado/Participação | Eleitorado/Participação                              | 6 171 | 53,59 / 100,00  | 3,32  |           |         |

| Freguesia     | %     | %     | %    | %    | %    | Votantes |
| Freguesia     | UPSV  | PS    | MPT  | PTP  | CDU  | Votantes |
| ------------- | ----- | ----- | ---- | ---- | ---- | -------- |
| Boa Ventura   | 81,03 | 10,20 | 2,01 | 2,01 | 1,29 | 696      |
| Ponta Delgada | 76,35 | 13,97 | 1,52 | 0,83 | 0,41 | 723      |
| São Vicente   | 76,06 | 16,15 | 1,22 | 1,32 | 1,01 | 1 888    |
| São Vicente   | 77,17 | 14,42 | 1,45 | 1,36 | 0,94 | 3 307    |

#### Juntas de Freguesia
| Partido                 | Partido                        | Votos | %               | +/-   | Presidentes | +/-     | Mandatos | +/-     |
| ----------------------- | ------------------------------ | ----- | --------------- | ----- | ----------- | ------- | -------- | ------- |
|                         | Grupo de Cidadãos              | 2 532 | 76,56 / 100,00  | 16,38 | 3 / 3       | Estável | 24 / 27  | 7       |
|                         | Partido Socialista             | 505   | 15,27 / 100,00  | -     | 0 / 3       | -       | 3 / 27   | -       |
|                         | Coligação Democrática Unitária | 61    | 1,84 / 100,00   | 0,59  | 0 / 3       | Estável | 0 / 27   | Estável |
|                         | Partido Trabalhista Português  | 53    | 1,60 / 100,00   | -     | 0 / 3       | -       | 0 / 27   | -       |
| Votos Inválidos         | Votos Inválidos                | 156   | 4,71 / 100,00   | 2,02  |             |         |          |         |
| Total                   | Total                          | 3 307 | 100,00 / 100,00 |       | 3 / 3       |         | 27 / 27  |         |
| Eleitorado/Participação | Eleitorado/Participação        | 6 171 | 53,59 / 100,00  | 3,24  |             |         |          |         |

| Freguesia     | Partido Vencedor | Partido Vencedor  | %              | Mandatos |
| ------------- | ---------------- | ----------------- | -------------- | -------- |
| Boa Ventura   |                  | Grupo de Cidadãos | 80,32 / 100,00 | 8 / 9    |
| Ponta Delgada |                  | Grupo de Cidadãos | 75,38 / 100,00 | 8 / 9    |
| São Vicente   |                  | Grupo de Cidadãos | 75,64 / 100,00 | 8 / 9    |